# Scholarch
Een scholarch (σχολάρχης) is het hoofd van een school, als benaming gebruikt voor de hoofden van filosofische scholen in het klassieke Athene.  
Zo was Plato zelf de eerste scholarch van de door hem opgerichte Akademeia. Hij bekleedde deze positie gedurende veertig jaar, waarna hij zijn neef Speusippos als zijn opvolger benoemde. Later werden de scholarchen door de leden van de academie gekozen.
Zie hieronder een lijst van scholarchen van de vier belangrijkste filosofische scholen in Athene gedurende de Hellenistische periode met bij benadering de data dat de betreffende persoon scholarch van zijn school is geweest:
| Akademeia | Lyceum | Stoa | Tuin |
| --- | --- | --- | --- |
| 388-348 Plato 348-339 Speusippos 339-314 Xenocrates 314-270 Polemon van Athene 270-265 Krates van Athene 265-241 Arcesilaus 241-225 Lacydes 225-167 Telecles & Euander 167-165 Hegesinus 165-137 Carneades 137-131 Carneades II 131-127 Krates van Tarsus 127-110 Clitomachus 110-84 Philo van Larissa | 335-322 Aristoteles 322-287 Theophrastus 287-269 Strato 269-225 Lyco 225-??? Aristo c. 155 Kritolaos ???-110 Diodoros van Tyros | 300-262 Zeno van Citium 262-230 Cleanthes 230-205 Chrysippos 205-??? Zeno van Tarsus ???-145 Diogenes 145-129 Antipater 129-110 Panaetius | 307-271 Epicurus 271-250 Hermarchos 250-215 Polystratus 215-201 Dionysius 201-??? Basilides c. 175 Thespis ???-100 Apollodorus 100-75 Zeno van Sidon 75-70 Phaedrus |

## Voetnoten
1. ↑  Keimpe Algra, Jonathan Barnes, Jaap Mansfeld, Malcolm Schofield, The Cambridge History of Hellenistic Philosophy, page 53. Cambridge University Press.